# Calophyllum pulcherrimum
Calophyllum pulcherrimum är en tvåhjärtbladig växtart som beskrevs av Nathaniel Wallich. Calophyllum pulcherrimum ingår i släktet Calophyllum och familjen Calophyllaceae. Inga underarter finns listade i Catalogue of Life.